# لیگ برتر فوتبال هلند
لیگ برتر فوتبال هلند یا ایریدیفیزی (به هلندی: Eredivisie) معتبرترین لیگ فوتبال در کشور هلند است که از ۱۹۵۶ میلادی تاکنون برگزار می‌شود. این لیگ از ۱۸ تیم که از سراسر کشور هلند در آن شرکت می‌کنند برگزار می‌شود.
باشگاه فوتبال آژاکس آمستردام با ۳۶ قهرمانی پرافتخارترین تیم این سری مسابقات به حساب می‌آید.

## باشگاه‌های کنونی
در حال حاضر، در فصل جاری (۲۰۲۶–۲۰۲۵) تیم‌های زیر در این لیگ فعالیت دارند:
- باشگاه فوتبال آژاکس
- باشگاه فوتبال آلمیره سیتی
- باشگاه فوتبال آلکمار
- باشگاه فوتبال فاینورد
- باشگاه فوتبال فورتونا سیتارد
- باشگاه فوتبال گو اهد ایگلز
- باشگاه فوتبال خرونینگن
- باشگاه فوتبال هیرنفین
- باشگاه فوتبال هراکس آلملو
- باشگاه فوتبال ناک بردا
- باشگاه فوتبال ان‌ئی‌سی نایمخن
- باشگاه فوتبال پک زووله
- باشگاه فوتبال پی‌اس‌وی آیندهوون
- باشگاه فوتبال والویک
- باشگاه فوتبال اسپارتا روتردام
- باشگاه فوتبال توئنته
- باشگاه فوتبال اوترخت
- باشگاه فوتبال ویلم دوم

## تیم‌ها بر پایه قهرمانی
| باشگاه                                   | قهرمانی |
| ---------------------------------------- | ------- |
| آژاکس                                    | ۳۶      |
| آیندهوون                                 | ۲۵      |
| فاینورد                                  | ۱۶      |
| دن هاگ                                   | ۱۰      |
| اسپارتا روتردام                          | ۶       |
| راپ                                      | ۵       |
| گو اهد ایگلز                             | ۴       |
| HBS Craeyenhout, HFC, ویلم دوم           | ۳       |
| ای‌دی‌او دن هاگ، آلکمار، هراکلس آلملو، RCH | ۲       |